# Azor
Azor (Spaans voor 'havik') is een Nederlandse fabrikant van fietsen uit Hoogeveen.

## Bedrijfsgeschiedenis
Het bedrijf werd opgericht in 1997 door Jan Rijkeboer, de directeur per 2009. De meeste fietsen worden doorgeleverd aan dealers, zoals Het Zwarte Fietsenplan of Workcycles, die ze onder eigen merknaam verkopen. In Nederland heeft Azor in totaal ongeveer 500 dealers.
Rijkeboer is medefinancier van De Andere Krant, een pro-Russische, pro-Poetin krant.

## Productie
Azor heeft ca. vijftig mensen in dienst (2021), waaronder zeven visueel gehandicapten. De jaarproductie lag in 2009 op 11.000 fietsen. Azor exporteert twintig tot dertig procent van haar productie naar Duitsland, Frankrijk, Engeland, de Verenigde Staten en Canada.